# Rohrbombe

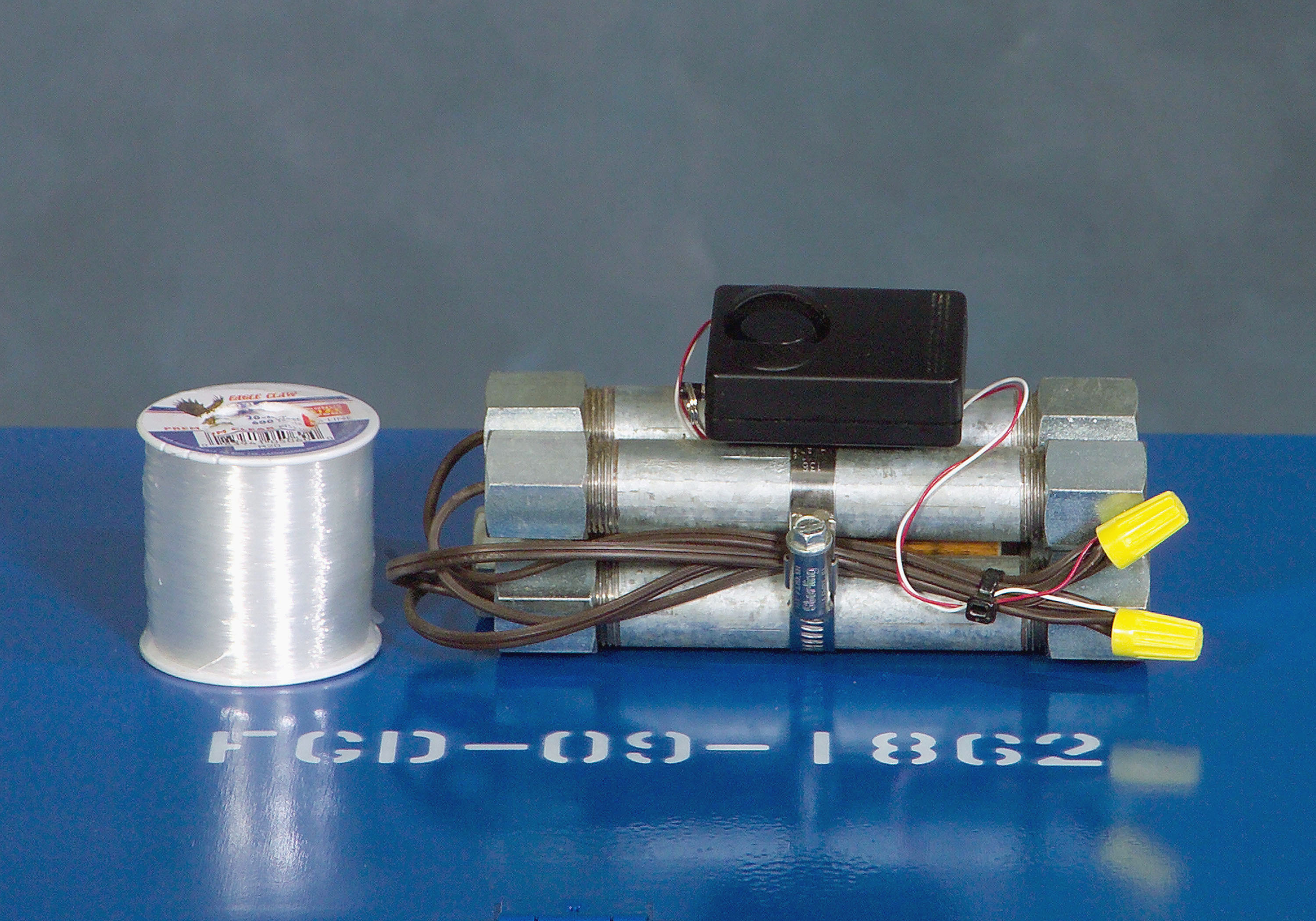
Eine Rohrbombe mit Stolperdraht zur Auslösung. Trainingsattrappe für US-Militärpersonal.

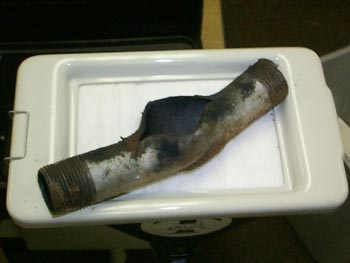
Explodierte schwarzpulvergefüllte Rohrbombe aus einem FBI-Versuchsaufbau. Das Auftreten des typischen Längsrisses eines dünnwandigen zylindrischen Druckbehälters ergibt sich aus der Kesselformel.

Rohrbombe ist die allgemeine Bezeichnung für einen Sprengkörper mit einer länglichen Metallhülle, die während der Reaktion der Inhaltsstoffe so stark unter Druck gesetzt wird, dass sie zerbirst, wodurch sich das Gas explosionsartig in die Umgebung ausdehnt.

## Aufbau

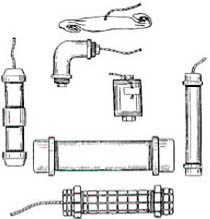
Verschiedene Rohrbomben, Zeichnung aus einem Report des US-Außenministeriums

Rohrbomben können verschiedene Sprengsubstanzen enthalten z. B. Schwarzpulver oder Ekrasit.
Das Rohr wird durch hohen Druck zum Bersten gebracht. Dies kann geschehen, indem im Inneren des verschlossenen Rohres eine chemische Reaktion abläuft, bei der ein Gas freigesetzt wird. Dies kann durch Verbrennung sein, oder es entsteht ein Gas aus einer Suspension heraus. Bei dieser Kategorie handelt es sich nicht um Sprengstoffe im engeren Sinne, da die Stoffe für sich nicht detonieren. Um eine verheerende Wirkung zu erreichen, werden metallische Hüllen (Rohrstücke) verwendet.
Die Bombe selbst besteht in der Regel aus einem Metallrohr mit zwei Gewinden, einem sogenannten „Nippel“, der an beiden Enden mit einer Blindkappe („Stopfen“) verschlossen ist und den Füllstoff enthält. Der Zünder wird meist durch ein Loch in das Rohr eingeführt.

## Fehlzündungen

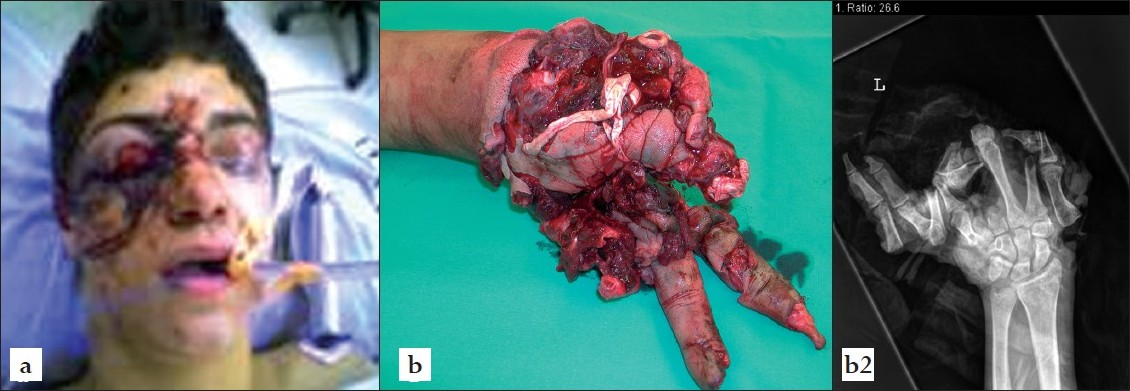
Gesicht (a) und linke Hand (b) eines 19-Jährigen nach der unbeabsichtigten Explosion einer selbstgebauten Rohrbombe.

Aufgrund der nicht-industriellen Qualität der einzelnen Bestandteile der Rohrbombe (insbesondere des Sprengstoffes) besteht während Bau und Transport der Bombe jederzeit das reale Risiko einer vorzeitigen Explosion. Die Bombe kann z. B. durch Schock, Stoß, Hitze, Reibung, elektrische Entladung (statische Elektrizität) etc. vorzeitig ausgelöst werden.
Eine Rohrbombe kann andererseits auch nicht korrekt zünden und so keine unmittelbare Explosion erzeugen. Dies kann z. B. der Fall sein, wenn der Druckaufbau im Inneren des Rohres nicht planungsgemäß abläuft, weil durch Undichtigkeiten (z. B. der Gewinde oder beim Anschluss für den Zünder) das expandierende Gas vorzeitig entweichen kann und der Druck nicht groß genug wird, um das Rohr zu sprengen. Auch kann die Bombe zwar vollkommen dicht, aber der Druck der expandierenden Gase im Inneren an sich zu gering sein, um die Bombenhülle zu sprengen. In diesem Fall ergibt sich eine unter hohem inneren Druck stehende Rohrbombe, die zwar noch nicht explodiert ist, dies aber jederzeit tun kann.

## Sicherheitsabstand
Wird eine Bombe aufgefunden, sollten bis zu ihrer Entschärfung Sicherheitsabstände eingehalten werden. Der notwendige minimale Sicherheitsabstand hängt von der Lage der Bombe und ihrer (vermuteten) Sprengkraft ab. Die Sprengkraft der Bombe wird aus Sicherheitsgründen so abgeschätzt, als ob ihr gesamtes Volumen mit TNT aufgefüllt wäre. Typische Rohrbomben enthalten eine Sprengstoffmenge, die einem Äquivalent von ca. 2 kg TNT entspricht.
| Masse des Sprengstoffes (TNT-Äquivalent) | Sicherheitsabstand in Gebäuden | Sicherheitsabstand außerhalb von Gebäuden |
| ---------------------------------------- | ------------------------------ | ----------------------------------------- |
| 0,2 kg                                   | 20 m                           | 250 m                                     |
| 2,3 kg                                   | 21 m                           | 259 m                                     |

Es sollte immer versucht werden, alle Personen weiter als bis zum Sicherheitsabstand außerhalb von Gebäuden zu evakuieren.

## Bekannte Einsätze
Rohrbomben werden aufgrund der relativ einfachen Herstellung meist von Terroristen, einfachen Kriminellen oder sonstigen Personen verwendet, die keinen Zugang zu hochwertigen Sprengstoffen und komplexeren Technologien besitzen. Mitunter wird der Bau und Einsatz von Rohrbomben, ohne schädliche Absichten, auch als Freizeitvergnügen betrieben.

### Vielfache Nutzung über längere Zeiträume
- 1936–1939, Spanischer Bürgerkrieg
- 1940–1945, Zweiter Weltkrieg, als Vorbereitung auf die mögliche deutsche Invasion Großbritanniens lernen Mitglieder der British Home Guard Bau und Anwendung von Rohrbomben[6]
- seit den 1990er Jahren, Nordirlandkonflikt, hunderte von Angriffen mit Rohrbomben, ausgeführt von diversen beteiligten Gruppierungen, z. B. loyalistischen Paramilitärs, Red Hand Defenders (RHD), Orange Volunteers (OV), irisch-republikanischen Paramilitärs (Provisional Irish Republican Army, Continuity Irish Republican Army, Real Irish Republican Army), Republican Action Against Drugs (RAAD). Aufgrund der inzwischen weit verbreiteten Kenntnisse auch zunehmend Nutzung durch Kriminelle in der Republik Irland.

### Bekannte Einzelfälle und Kleinserien
- 4. Mai 1886, Bombenanschlag während der Haymarket Riots[7] in Chicago, Illinois, USA, 18 Tote, unbekannte Anzahl von Verletzten
- 26. September 1980, Oktoberfestattentat[8] in München, Deutschland, 13 Tote, 211 Verletzte
- 10. Mai 1988, 1992–1994, Kaufhauserpressungen durch Arno Funke (alias „Dagobert“),[9] keine Toten, 1 Verletzter
- 1993–1997, mehrere Anschläge durch Franz Fuchs[10]
- seit 21. August 1994, italienischer Unabomber
- 27. Juli 1996, Bombenanschlag bei den Olympischen Spielen 1996 in Atlanta, USA, 2 Tote, 111 Verletzte
- 20. April 1999, Amoklauf an der Columbine High School, Littleton, USA
- 27. Juli 2000, Sprengstoffanschlag in Düsseldorf, Deutschland, 1 Toter, 10 Verletzte[11][12]
- 11. Dezember 2010, Selbstmordattentat beim Bombenanschlag in Stockholm 2010, Stockholm, Schweden, 1 Toter (der Attentäter selbst), 2 Verletzte durch eine zusätzliche Autobombe[13]
- 10. Dezember 2012, Sprengsatzfund am Bonner Hauptbahnhof 2012,[14] Bonn, Deutschland, keine Toten, keine Verletzten